# EVVC膨脹縱旋渦燃燒
EVVC膨脹縱旋渦燃燒技術（Expansive Vertical Vortex Combustion之縮寫）是由日本馬自達汽車公司研發出來的柴油引擎技術，目的是為了改善燃油效率與降低氮氧化物（oxides of nitrogen，簡稱NOx）。

## 工作原理
這項技術是將活塞表面經過特殊設計，以及巧妙地分配燃油，所以在點火衝程時於燃燒室產生縱旋渦。這道縱旋渦能在活塞碗（piston bowl）中央混合熱油氣與冷空氣，使得燃燒的熱燃油迅速降溫，因此能減少燃油燃燒時產生的氮氧化物。這項技術已經通過計算流體力學分析（computational fluid dynamics analyses）之驗證，並於一具排氣量2.0L、直列四缸、缸內直噴的柴油引擎上實驗過，結果證明這道縱旋渦可以成功減少超過20%的氮氧化物。

## 應用之引擎
EVVC膨脹縱旋渦燃燒技術於2002年6月被應用在馬自達RF 2002型引擎（又稱作MZR-CD型）上。

## 內部連結
- 馬自達柴油引擎

## 外部連結
- CiNii論文：小型直噴ディーゼル機関での燃焼室内縦渦によるNOx低減（页面存档备份，存于） （日語）